# Francesc Julià
Francisco Juliá Perelló (Palma de Mallorca, 1879-1975) fue un político español.

## Biografía
Nacido el 20 de julio de 1879 en Palma de Mallorca, en 1904 militaba en el Partido Socialista Obrero Español (PSOE), pero en 1910 se pasó a la Unión Republicana y dirigió la Juventud Republicana Radical, fundando el diario La Voz del Pueblo (1913-1919). Fue uno de los organizadores del Partido Autónomo de Unión Republicana de Mallorca en 1913.
Desde 1918, formó parte del directorio del reconstituido Partido Republicano Federal de Mallorca, que apoyó al Frente Único Antimonárquico y, cuando se proclamó la Segunda República en 1931, se hizo cargo, con Ferran Pou Moreno y Jaume Bauzà Far, de la comisión gestora de la Diputación Provincial de Baleares (abril-junio de 1931), que presidirá de junio de 1931 a febrero de 1936. En las elecciones municipales de abril de 1931 fue elegido concejal del Ayuntamiento de Palma y en las elecciones generales del mismo año, diputado a Cortes por la Conjunción Republicano-Socialista. Convocó la reunión que discutió el anteproyecto de Estatuto de Autonomía de Baleares de 1931.
En enero de 1932 se adscribió al Partido Republicano Radical de Alejandro Lerroux, lo que provocó la escisión del Partido Republicano Federal de Mallorca y la separación de Acción Republicana de Mallorca. En las elecciones generales de 1933 fue elegido de nuevo diputado, pero esta vez con el apoyo del centro y la derecha, con 47 424 votos. En febrero de 1936 se retiró de la política y se dedicó a sus actividades privadas. Durante la Guerra Civil y la dictadura posterior no fue represaliado por las autoridades.